# Дакарская соборная мечеть
Дака́рская собо́рная мече́ть (фр. Grande Mosquée de Dakar) — находится в Дакаре, одна из самых главных мечетей Сенегала.

## История
Проект мечети разработан французскими и марокканскими архитекторами, Дакарская соборная мечеть была открыта в 1964 году Хассаном II королём Марокко и сенегальским президентом Леопольдом Седаром Сенгором.

## Архитектура
Богато украшенный интерьер и декор, по стилистике подобный мечети Мухаммеда V в Касабланке. Высота минарета 67 метров.